# Péninsule de Hanko
La péninsule de Hanko (finnois : Hankoniemi, suédois : Hangö udd) est une péninsule du Sud-Ouest de la Finlande.

## Géographie

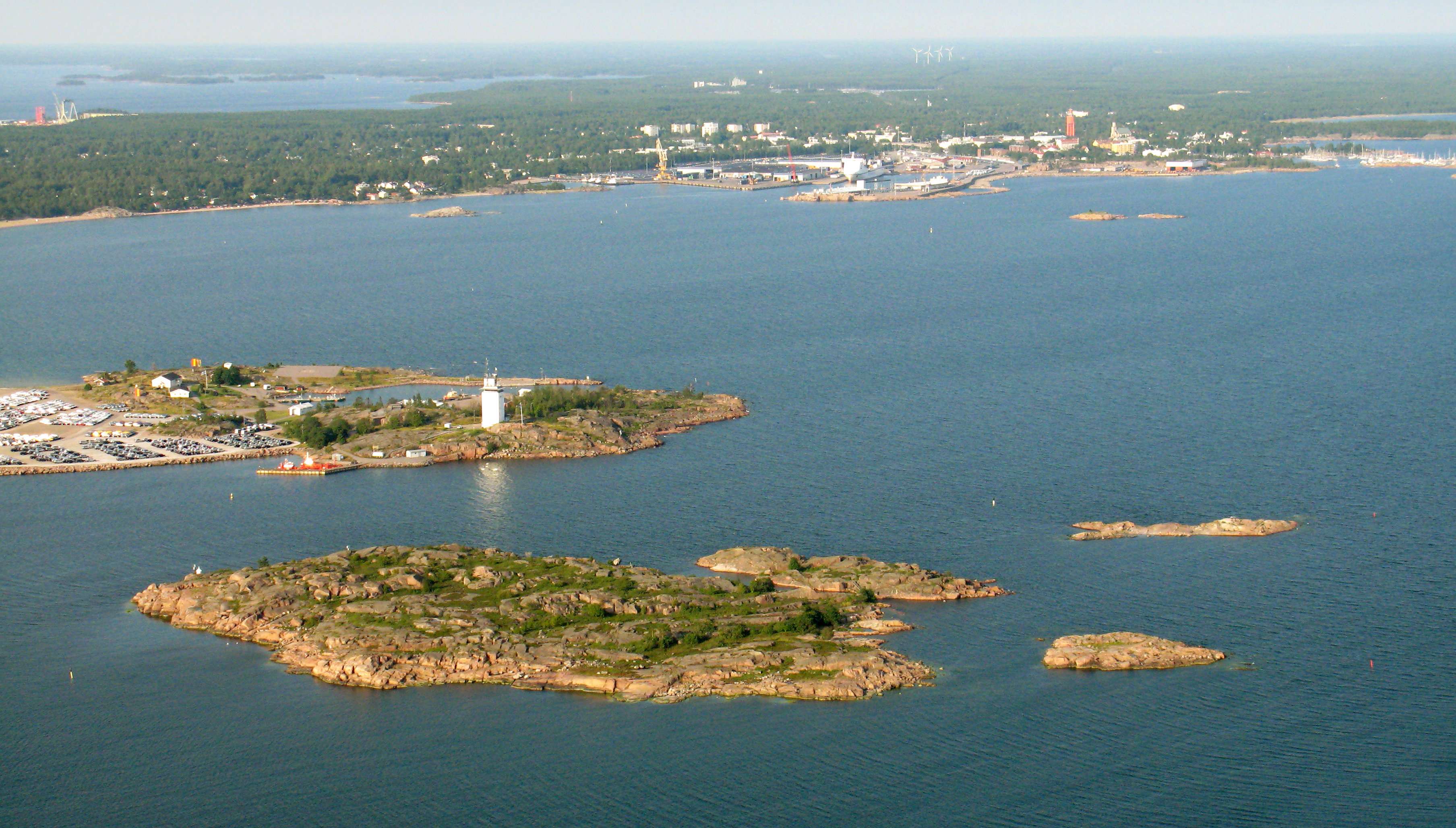
Vue aérienne de Hanko en direction du nord-est depuis l'extrémité de la péninsule.

Elle s'avance dans la mer Baltique, à la limite entre le golfe de Finlande situé au sud-ouest, au Kihti à l'ouest et à la mer Baltique stricto sensu au sud-ouest. Elle doit son nom à la ville de Hanko qui se trouve à son extrémité. Son cap le plus extrême représente le point le plus méridional de la Finlande continentale. D'un point de vue géologique, son sol est constitué de l'extrémité occidentale du Salpausselkä, plus précisément du Salpausselkä I, un ensemble de moraines datant de la dernière glaciation.
Les rivages de la péninsule comportent des dunes de sable.
D'un point de vue administratif, la péninsule est partagée entre les communes d'Hanko et de Raseborg faisant partie de la région d'Uusimaa.

## Histoire
La péninsule sert de port au moins depuis le XIIIe siècle. Sa situation géographique est importante pour le contrôle du golfe de Finlande. En 1656, les Suédois y construisent les première forteresses. Le processus de fortification s'accélère dans les années 1790–1807, quand la menace russe est considérée comme élevée.
Durant la guerre de Finlande de 1808–1809, les soldats de la garnison de la péninsule d'Hanko sont réquisitionnés pour protéger Viapori et les Russes peuvent occuper la forteresse d'Hanko sans combattre.
Pendant la guerre de Crimée, les Russes font sauter la forteresse en se retirant. Au début du XXe siècle, la forteresse de la péninsule est améliorée pour protéger Saint-Pétersbourg.
L'emplacement de la péninsule et sa forme allongée pénétrant dans la mer Baltique ont permis la navigation d'hiver alors que les autres ports étaient fermés en raison de la glace. En conséquence, entre 1871-1873, on y a construit un grand port et une bifurcation ferroviaire de la ligne d'Helsinki à Tampere à Hyvinkää. En 1874, on fonde la ville de Hanko à la pointe de la péninsule autour du port.
En 1939, le ministre soviétique des affaires étrangères soviétique, Viatcheslav Molotov réclame la location de la péninsule pour 30 ans à l'URSS.
Durant la Guerre d'Hiver, Hanko est lourdement bombardée. À la fin de la guerre, par le Traité de Moscou de 1940, la péninsule d'Hanko est cédée pour 30 ans à l'URSS qui fortifie la zone en y installant une base navale. Des combats sanglants ont lieu pendant la guerre de Continuation. Le 2 décembre 1941, les dernières troupes soviétiques se retirent de la péninsule.
Jusqu'aux années 1970, la ville d'Hanko ne couvre que la zone habitée et les îles proches. Le reste de la péninsule est partagé entre Bromarv, Tenhola et la commune rurale de Tammisaari. En 1977, Bromarv fusionne en grade partie avec Tenhola, mais la partie de Bromarv la plus proche d'Hanko et Lappohja ainsi que Tvärminne rejoignent Hanko. Le reste de la commune rurale de Tammisaari fusionne avec Tammisaari. En 1993, Tammisaari fusionne avec Tenhola. En 2009, Tammisaari est rattachée à Raasepori.